# Karl-Heinz Prudöhl
Karl-Heinz Prudöhl (* 3. Dezember 1944 in Eberhardsdorf bei Danzig) ist ein ehemaliger Ruderer aus der DDR. 1976 wurde Prudöhl Olympiasieger im Achter.

## Leben
Prudöhl besuchte die Schule von 1950 bis zur 9. Klasse. Im September 1959 beendete er die Schule und begann in Grimmen eine Lehre als Installateur und Klempner. 1962 lernte er nach drei Jahren aus. Ein Jahr später, im November 1963, entschied sich Prudöhl für die Volksmarine. Dort trat er in den Sportverein ASK Vorwärts Rostock ein, wo er Fußball, Boxen und am Ende Rudern trainierte. Von September 1964 bis 1966 holte er an der Volkshochschule Rostock seine 10. Klasse nach. Am 20. Mai 1966 heiratete Karl-Heinz Prudöhl die damals 23-jährige Margot Klippstein. Kurz nach der Hochzeit, im September 1966 wurde die erste Tochter geboren. Im Jahr 1968 begann er für ein Jahr sein DHfK-Außenstudium und danach zwei Jahre ein Studium direkt in Leipzig. 1969 wurde die zweite Tochter geboren.
Nach dem Studium wurde er 1976 bei der Marine zum Korvettenkapitän ernannt. Außerdem übernahm er nach dem Ende seiner sportlichen Laufbahn Traineraufgaben in seinem Verein. Als Trainer trainierte er die Kinder aus den 7. und 8. Klassen und Jugendliche im Alter von 15 bis 16 Jahren. Prudöhl arbeitete von 1978 bis 1989 als Trainer beim ASK Vorwärts Rostock. Seinen Trainerschein bekam er im Jahr 1978. 1989 legte der Olympiasieger seine NVA-Uniform ab und ging 1990 zur Bundeswehr, um dort als Sportlehrer zu arbeiten. Gleichzeitig war er für 6 Monate Lehrer an der Sportschule im Münsterland tätig. Seit 1992 ist er in einem Hotel in Warnemünde als Leiter des Fitnessbereichs tätig.

### Sportliche Karriere
Der Ruderer vom ASK Vorwärts Rostock konnte sich 1968 im Zweier ohne Steuermann nicht für die Olympischen Spiele qualifizieren, weil sein Partner erkrankte. Bei der Europameisterschaft 1969 gewann er Bronze im Vierer ohne Steuermann, zusammen mit Werner Klatt, Peter Gorny und Bernd Meerbach. Im  Jahr darauf wurden Klatt und Gorny Weltmeister im Zweier ohne, während Karl-Heinz Prudöhl, Jochen Mietzner, Rolf Zimmermann, Bernd Meerbach und Steuermann Karl-Heinz Danielowski im Vierer mit Steuermann Weltmeisterschafts-Silber hinter dem Bodenseevierer gewannen. Nach mehreren Umbesetzungen in den Rostocker Booten verpasste Prudöhl 1972 erneut die Olympiaqualifikation. 
1973 saßen dann die Rostocker Prudöhl, Klatt und Danielowski im neu zusammengesetzten DDR-Achter und wurden Europameister. Bei der Weltmeisterschaft 1974 enttäuschte der Achter mit dem vierten Platz, gewann aber 1975 den Weltmeistertitel mit Prudöhl und Klatt. 1976 gelang Prudöhl im dritten Versuch die Teilnahme an Olympischen Spielen. In der Besetzung Bernd Baumgart, Gottfried Döhn, Werner Klatt, Roland Kostulski, Hans-Joachim Lück, Dieter Wendisch, Ulrich Karnatz, Karl-Heinz Prudöhl und Steuermann Karl-Heinz Danielowski wurde das Boot Olympiasieger mit über zwei Sekunden Vorsprung auf das britische Boot. Für diesen Erfolg erhielt auch er den Vaterländischen Verdienstorden in Silber.

### Sportliche Erfolge im Rudern
- 1969: Europameisterschaft, 3. Platz im Vierer ohne Steuermann
- 1970: Weltmeisterschaft, 2. Platz im Vierer mit Steuermann
- 1973: Europameisterschaft, 1. Platz Achter
- 1974: Weltmeisterschaft, 4. Platz Achter
- 1975: Weltmeisterschaft, 1. Platz Achter
- 1976: Olympische Spiele, 1. Platz Achter

Daneben gewann Prudöhl sechs Meistertitel der DDR.